# Codex aureus Epternacensis

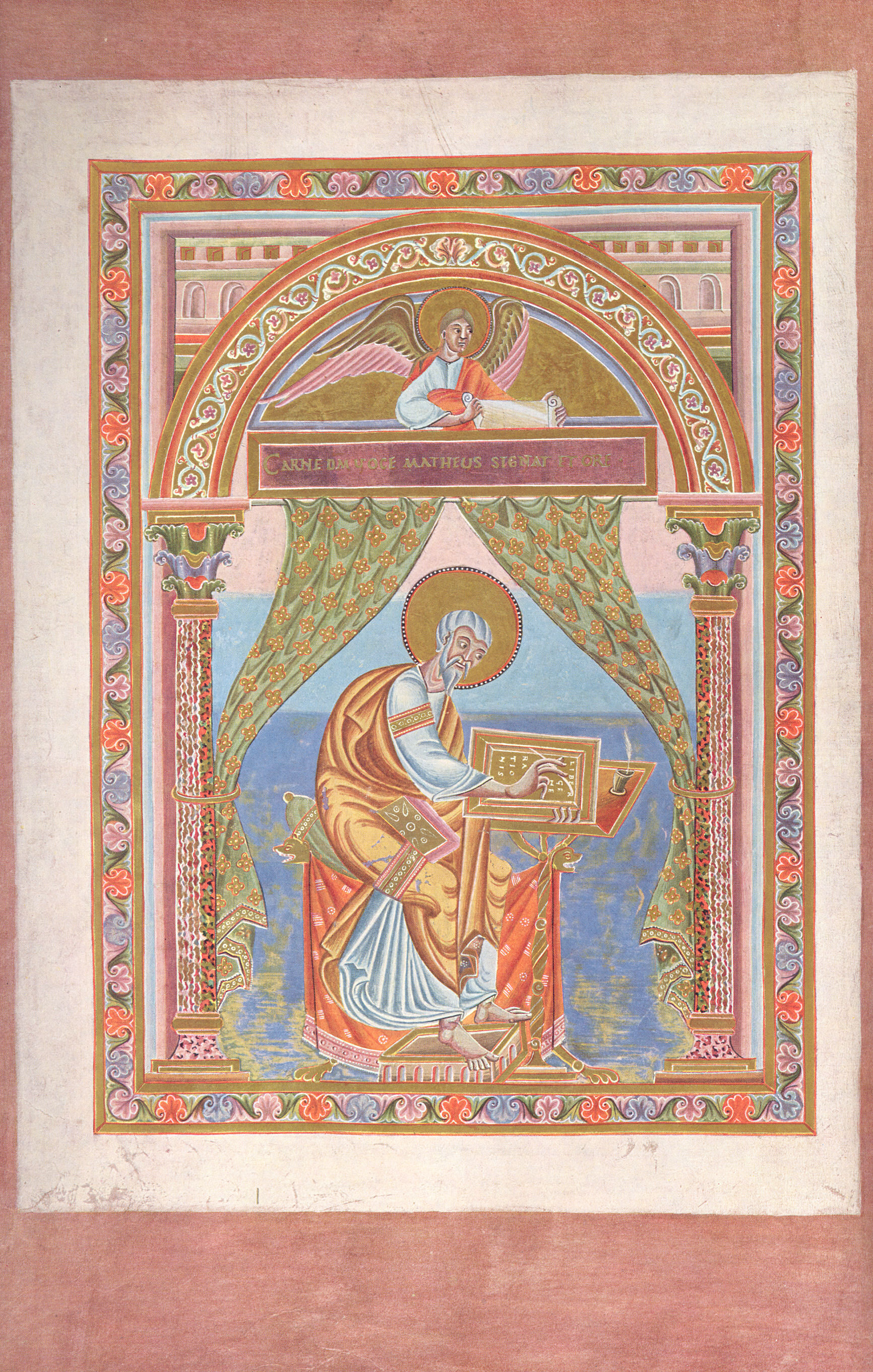
Bildseite, Evangelist Matthäus, fol. 20v

Das Evangeliar von Echternach (lat. Codex aureus Epternacensis oder auch Codex Gothanus genannt) ist ein Werk der ottonischen Buchmalerei. Das Evangeliar wurde zwischen 1030 und 1050 in der Benediktinerabtei von Echternach geschaffen. Heute wird es in der Bibliothek des Germanischen Nationalmuseums in Nürnberg unter der Signatur Nürnberg, Germanisches Nationalmuseum, Hs. 2° 156 142 und KG 1138 (Buchdeckel) aufbewahrt.

## Beschreibung
Der sehr reich ausgestattete Codex, ein sogenannter Chrysograph (Buch mit Goldschrift), besteht aus 136 Blättern der Größe 445 × 310 mm aus Kalbspergament (Vellum). Er enthält die vier Evangelien in lateinischer Sprache. Der Text ist durchgehend mit Goldtinte in karolingischer Minuskel geschrieben und mit goldenen Flechtwerk-Initialen und -Versalien in Unzialschrift ausgestattet. Der Auftraggeber für dieses Buch könnte Abt Humbert von Echternach (* 1028; † 1051) gewesen sein.

### Ausstattung
Die Handschrift ist mit über 60 Prunk- und Zierseiten, 16 ganzseitigen Miniaturen, 4 Evangelistenbildern, 10 Kanontafeln, 9 ganzseitigen und 16 halbseitigen und 503 kleineren Initialen ausgestattet. Alle Miniaturenseiten sind gerahmt, sie stehen auf Purpurgrund und sind von diesem durch einen weißen Streifen abgesetzt.
Am Beginn der Handschrift steht ein Christusbild, die Rechte segnend erhoben, mit der Linken ein aufgeschlagenes Buch haltend (f. -1r). Das Blatt war ursprünglich auf die Innenseite des Buchdeckels geklebt. Als Eröffnung für die ganze Handschrift dient eine Majestas-Domini-Darstellung (f. 2v). 
Die Evangelistenbilder vor dem Beginn jedes Evangelientextes zeigen die Figur sitzend in einem Innenraum unter Arkaden mit Büchern, Schreibpult und Schreibgerät. Ihr zugehöriges Symbol befindet sich in der Lünette. Jedem Evangelientext sind jeweils vier Bildseiten mit szenischen Darstellungen vorangestellt. Sie sind in drei gleich große Querstreifen unterteilt, auf denen jeweils eine oder zwei Szenen dargestellt sind. Über jedem Bildstreifen steht ein gerahmtes Schriftband in Gold und die gesamte Bildfläche ist mit einem Goldstreifen gerahmt. Das Bildprogramm umfasst 1. Die Kindheit Christi bis Berufung einiger Apostel, vor dem Matthäus-Evangelium, 2. Das öffentliche Wirken Christi, vor dem Markus-Evangelium, 3. Die Gleichnisse, vor dem Lukas-Evangelium, 4. Die Passion Christi bis zum Pfingstwunder, vor dem Johannes-Evangelium.

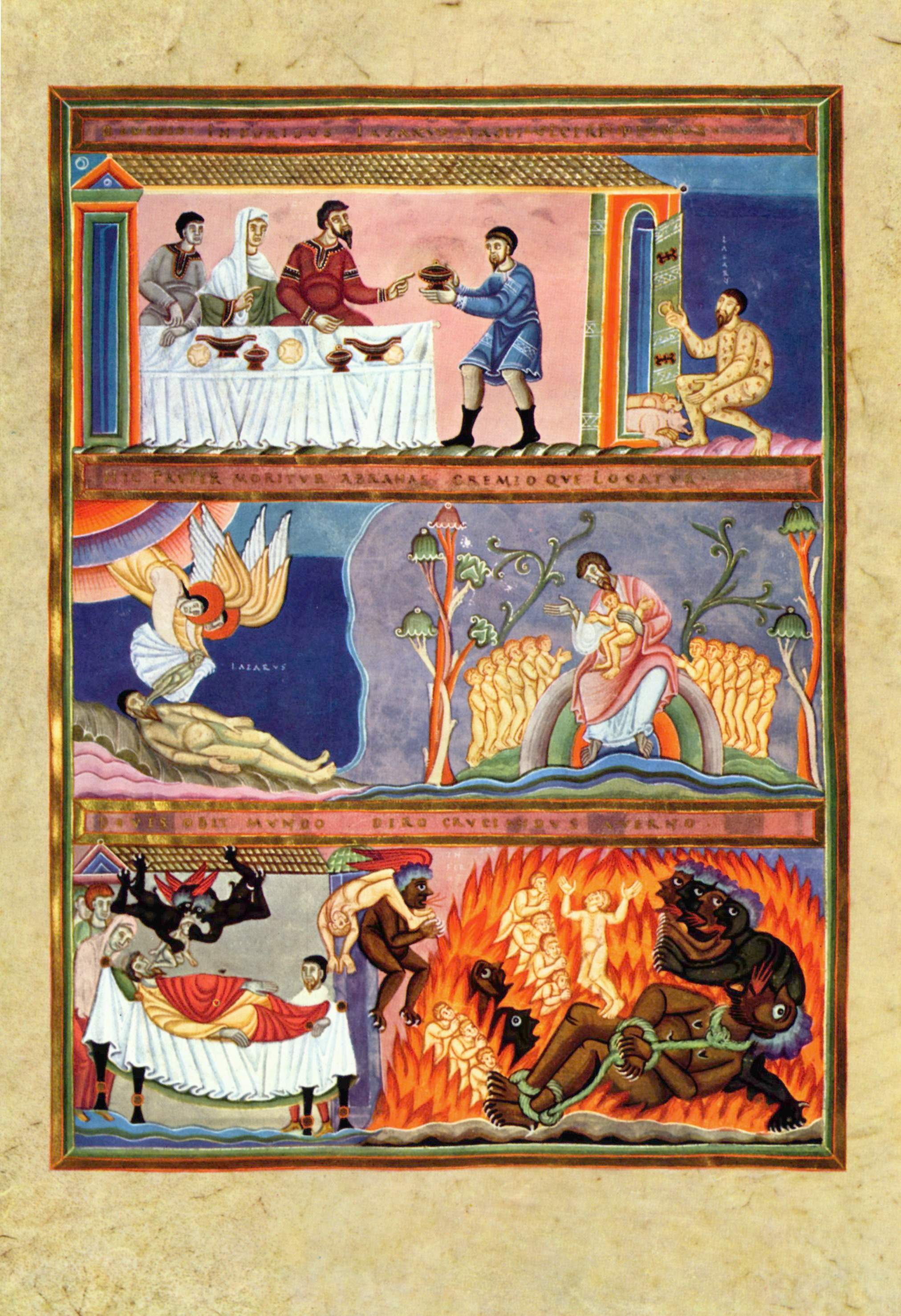
Szene: Gleichnis vom reichen Prasser und vom armen Lazarus (f. 78r)
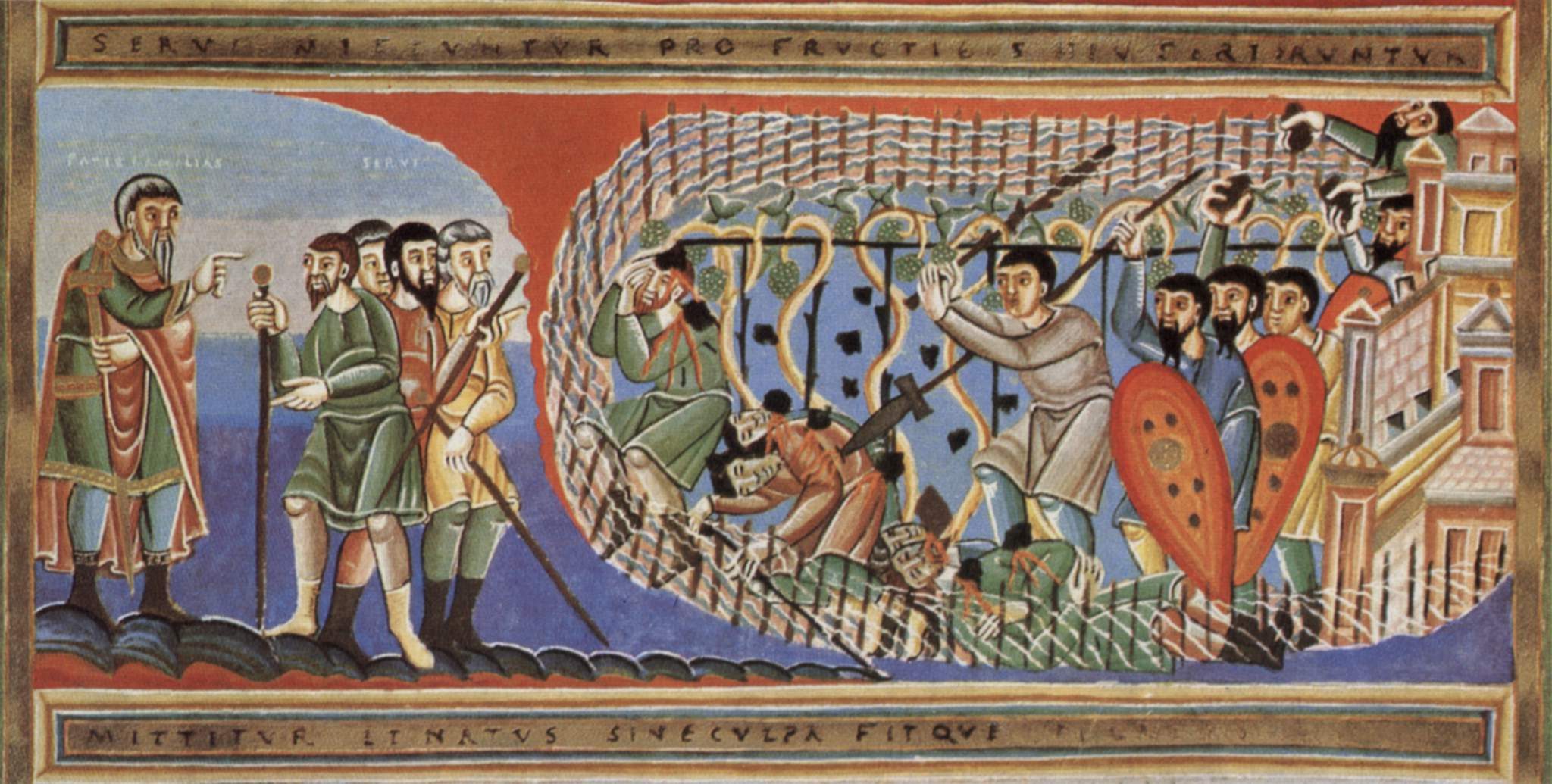
Szene: Die getöteten Winzer (f. 77r, Mittelstreifen)
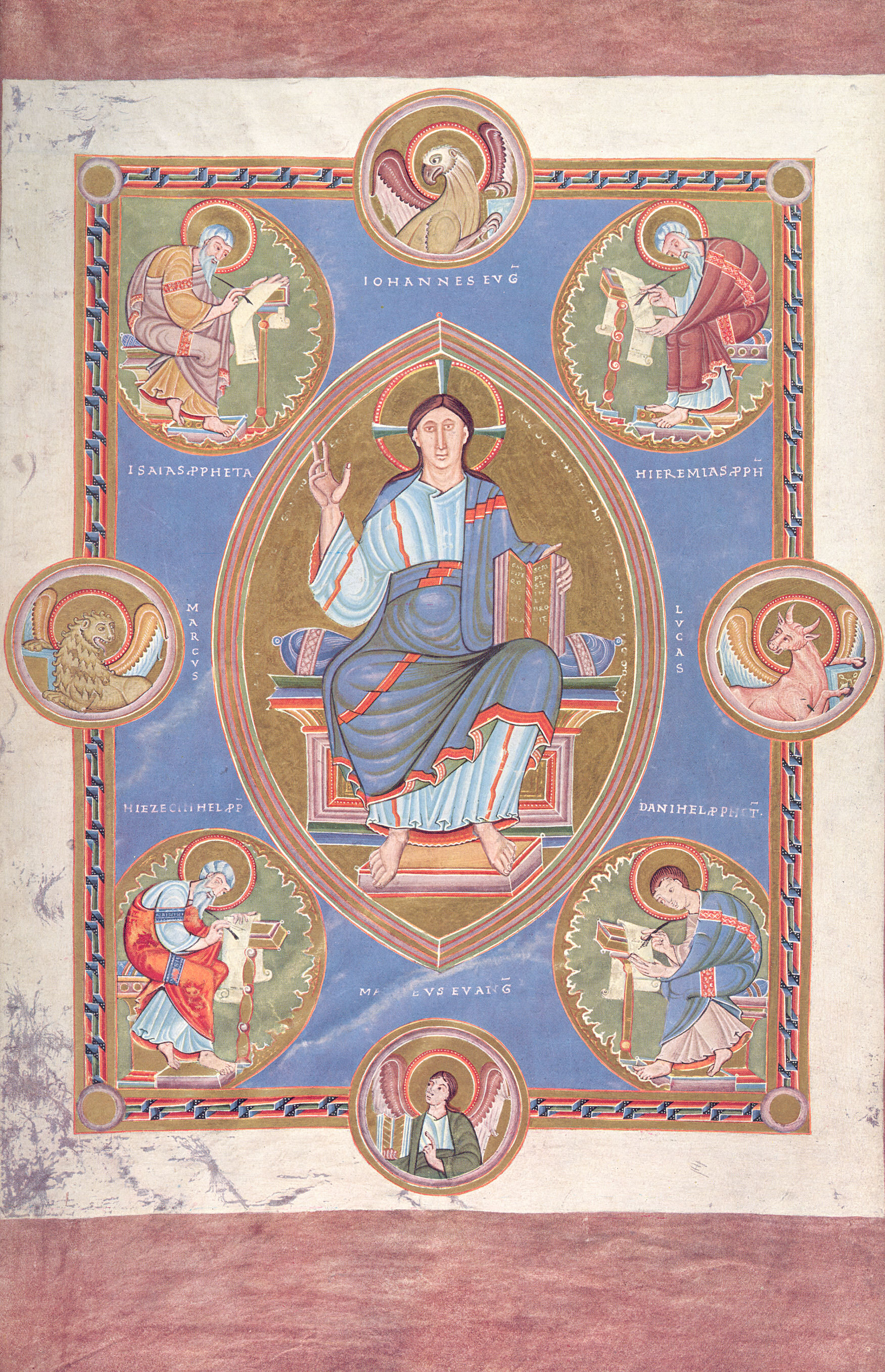
Schmuckseite (f. 2v)
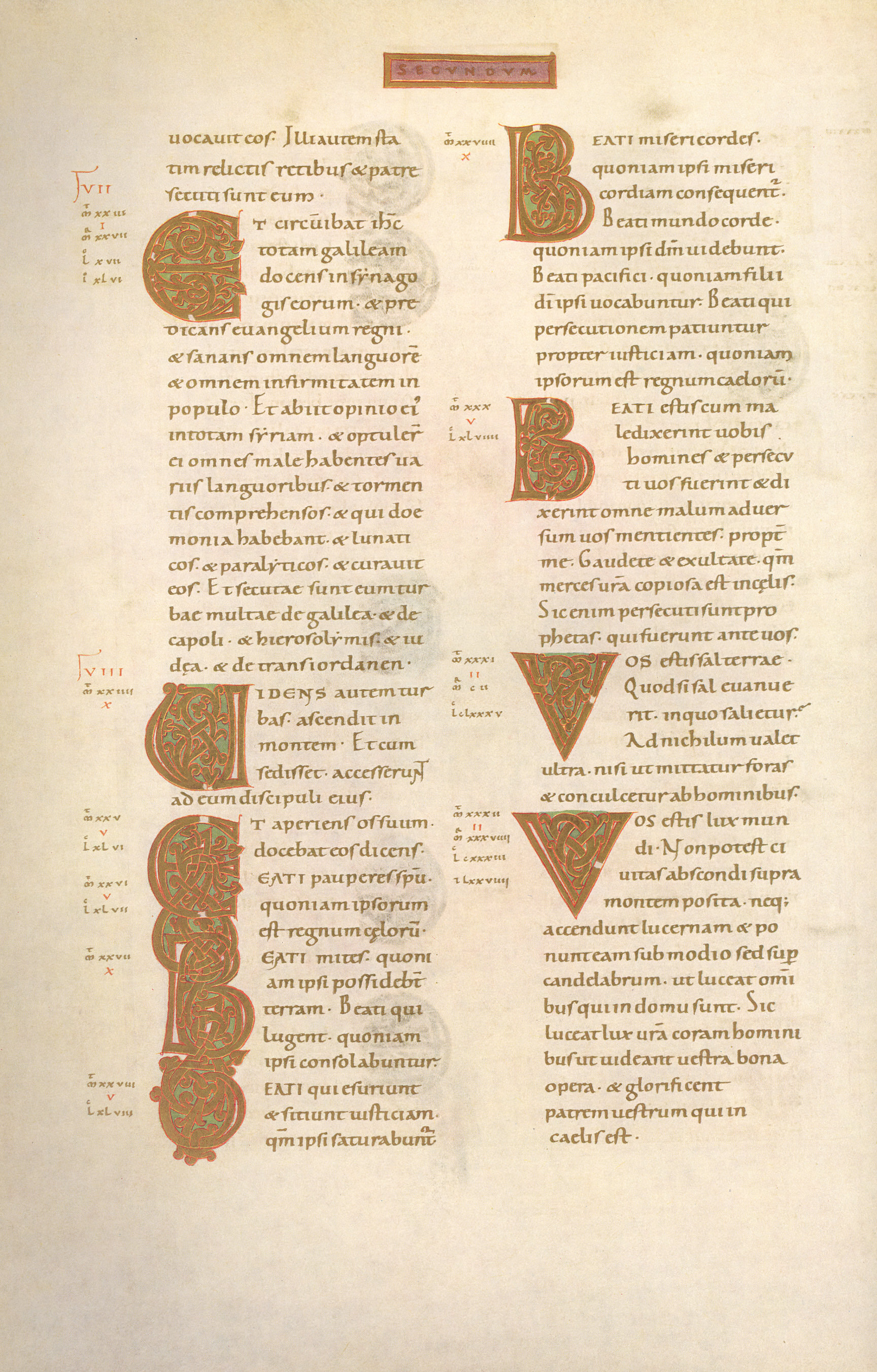
Textseite (f. 24v)

### Einband

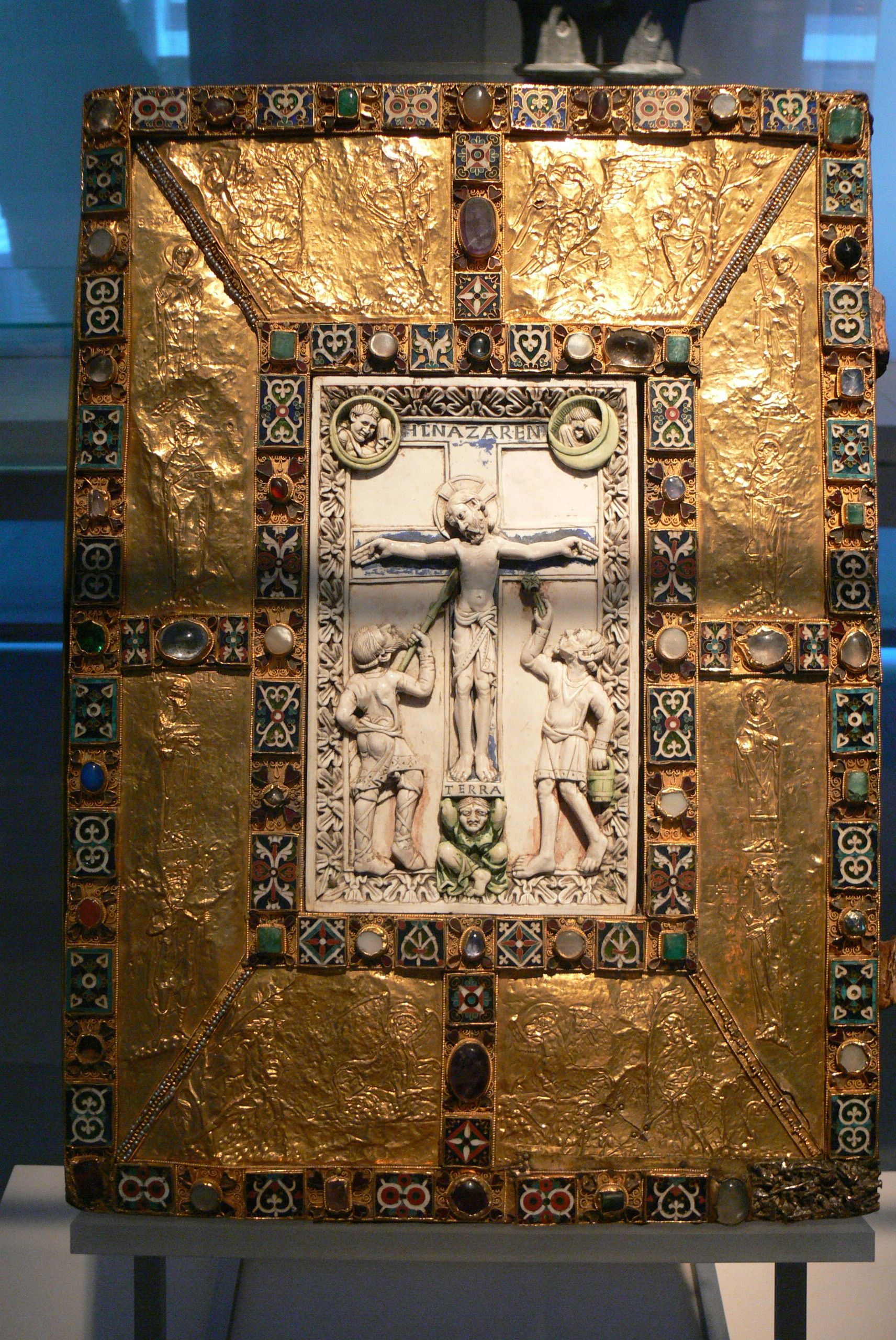
Codex aureus – Buchdeckel

Der prachtvoll ausgestattete ursprüngliche Einband entstand vermutlich zwischen den Jahren 985 und 991 in Trier und wurde in den für den Erzbischof Egbert von Trier arbeitenden Werkstätten angefertigt. Dieser Einband war eine Stiftung von Kaiserin Theophanu und ihrem Sohn Otto III. Der bis dahin ohne festen Buchblock verbliebene Prachteinband wurde wohl schon bald nach der Weihe der Echternacher Klostergebäude am 19. Oktober 1031 mit den Pergamentseiten des Echternacher Evangeliars verbunden.
Der 43,5 cm hohe vordere Golddeckel des Einbandes ist mit Edelsteinen, Perlen, Filigran, kleinen Email-Täfelchen und flach getriebenen Goldreliefs verziert. Er trägt in seiner Mitte eine Elfenbeintafel eines Echternacher Meisters, die eine Kreuzigungsszene zeigt. Die Elfenbeintafel wird von einem inneren und einem äußeren Rahmen umgeben, die im Wechsel mit Emailtäfelchen, steinbesetzten Filigranplättchen und Almandinherzen besetzt sind. Vier gerade und vier schmalere Diagonalstreifen verbinden die beiden Rahmen und teilen die Goldfläche in acht Felder. Die Goldreliefs zeigen oben und unten die vier personifizierten Paradiesflüsse mit den ihnen zugeordneten Evangelistensymbolen, links und rechts die heilige Maria und den Apostel Petrus als ältesten Schutzpatron der Echternacher Abtei, den heiligen Willibrord als Gründer des Klosters Echternach und den Ordensgründer der Benediktiner Benedikt, den Missionar und Schüler Willibrords Bonifatius und den Missionar Liudger, und unter ihnen die Stifter: Otto III. und seine Mutter Kaiserin Theophanu. Die im Zentrum des Buchdeckels angebrachte Elfenbeintafel ist 19,2 × 11,8 mm groß und zeigt die Kreuzigung Christi mit Longinus. Das Suppedaneum wird von der Gestalt der Terra gestützt. Die Tafel wurde wohl zwischen 985 und 987 angefertigt.
Der Rücken des Einbandes ist mit grünem Seidenstoff, der hintere Buchdeckel mit einem früher rötlichen, heute aber verblassten Seidenstoff bezogen. Zusätzlich sind auf dem hinteren Buchdeckel vergoldete Kupferbeschläge angebracht. Ursprünglich besaß der Einband zwei Silberschließen, von denen heute nur noch eine erhalten ist.
Der Prachteinband wurde im Jahr 1955 von der Handschrift getrennt und befindet sich ebenfalls im Germanischen Nationalmuseum in Nürnberg. In den Jahren 1962/63 wurde der Pergament-Buchblock neu eingebunden und hat seitdem einen Holzdeckeleinband, der mit Ziegenleder bezogen ist und mit zwei Schließen verschlossen wird.

## Geschichte
Geschaffen wurde der Codex zum Gebrauch im Echternacher Kloster und befand sich dort bis zur Französischen Revolution.
Nach Schließung des Klosters um 1795/96 gelangte das Buch über Mainz nach Erfurt. Im Jahr 1801 kaufte Ernst II. von Sachsen-Gotha-Altenburg den Codex. Die Handschrift wurde Teil der Bibliothek auf Schloss Friedenstein in Gotha. Im Zuge der Auseinandersetzungen um die Fürstenenteignung ging das Eigentum 1928 auf die Herzog von Sachsen-Coburg-Gotha’sche Stiftung für Kunst und Wissenschaft über. Das Evangeliar gehört zu den Kunstwerken, die 1945 von der herzoglichen Familie nach Coburg geschafft wurden.
Am 9. Mai 1955 verkaufte das Haus Coburg-Gotha es aus finanziellen Gründen an das Germanische Nationalmuseum in Nürnberg für 1,1 Mio. DM.

### Faksimile
- Rainer Kahsnitz (Hrsg.): Das Goldene Evangelienbuch von Echternach – Codex Aureus Epternacensis Hs 156142 aus dem Germanischen Nationalmuseum (Faksimile und Kommentar) S. Fischer, Frankfurt am Main & Müller und Schindler, Stuttgart 1982.
- Johannes Pommeranz (Bearb.): Das Goldene Evangelienbuch von Echternach: Faksimile-Teilausgabe von zwölf in 22 Karat echtvergoldeten Seiten aus der Handschrift 156142 aus dem Germanischen Nationalmuseum in Nürnberg. (2 Bände) Berlin & Stuttgart 2015.

### Sekundärliteratur
- Peter Metz: Das Goldene Evangelienbuch von Echternach im Germanischen National-Museum zu Nürnberg. Prestel, München 1956.
- Egon Verheyen: Das goldene Evangelienbuch von Echternach (= Bibliothek des Germanischen Nationalmuseums Nürnberg zur deutschen Kunst- und Kulturgeschichte. Band 22). München 1963.
- Rainer Kahsnitz, Ursula Mende, Elisabeth Rücker (Hrsg.): Das goldene Evangelienbuch von Echternach. Eine Prunkhandschrift des 11. Jahrhunderts. (Anlässlich der Ausstellung Codex Aureus Epternacensis, das goldene Evangelienbuch von Echternach, eine mittelalterliche Handschrift und ihr Faksimile im Theodor-Heuss-Bau des Germanischen Nationalmuseums Nürnberg vom 10. Juli bis 29. August 1982). S. Fischer, Frankfurt am Main 1982, ISBN 3-10-757813-4.
- Hardo Hilg: Die Handschriften des Germanischen Nationalmuseums, Nürnberg. Die lateinischen mittelalterlichen Handschriften: Teil 2. Hs. 22922-198390, Anhang. Wiesbaden 1986, ISBN 3-447-02600-6, S. 123–126.
- Denise Collard-Lommel: Codex Aureus Epternacensis – Bilder erschließen die Bibel. Echternach 2003.
- Katharina Bierbrauer: Codex Aureus Epternacensis. In: Lexikon des Mittelalters, Band 2, München 2003, ISBN 3-423-59057-2, Sp. 2200–2201.
- Ingo F. Walther, Norbert Wolf: Meisterwerke der Buchmalerei. Köln u. a., Taschen 2005, ISBN 3-8228-4747-X, S. 128-130.
- Anja Grebe: Der »Codex Aureus« von Echternach - Buchgeschenke und Geschenkbücher im Mittelalter. Wissenschaftliche Buchgesellschaft, Darmstadt 2007.
- Anja Grebe: Codex Aureus. Das goldene Evangelienbuch von Echternach. Offizieller Katalog zur Ausstellung im Germanischen Nationalmuseum vom 22. November 2007 bis 24. Februar 2008. Wissenschaftliche Buchgesellschaft, Darmstadt 2007, ISBN 978-3-89678-617-3 (Sonderausgabe 2011, verkleinerter Nachdruck der 2. Aufl. 2008, ISBN 978-3-89678-724-8).
- Doris Oltrogge, Robert Fuchs; Die Maltechnik des Codex Aureus aus Echternach – Ein Meisterwerk im Wandel, Verlag des Germanischen Nationalmuseums, Nürnberg 2009, ISBN 978-3-936688-30-6.